# Kuonnajärvi
Kuonnajärvi är en sjö i Finland. Den ligger i kommunen Enontekis i landskapet Lappland, i den norra delen av landet, 900 km norr om huvudstaden Helsingfors. Kuonnajärvi ligger 310,9 meter över havet. Arean är 38,7 hektar och strandlinjen är 2,67 kilometer lång. Sjön  ingår i Kemi älvs huvudavrinningsområde.   Omgivningarna runt Kuonnajärvi är i huvudsak ett öppet busklandskap.